# 田村友里 (アナウンサー)
田村 友里（たむら ゆり、1996年9月4日 - ）は、中国放送（RCC）のアナウンサー、ラジオパーソナリティ。広島県呉市出身。父はプロゴルファー・田村尚之。

## 略歴
広島県呉市に生まれ育つ。
呉中央小学校を経て、ノートルダム清心中学校・高等学校を卒業し、明治大学政治経済学部に進学した。
2017年10月、日本公共政策学会と熊本県熊本市の共催「日本公共政策学会・公共政策フォーラム学生政策コンペ2017 in 熊本」が行われ、田村がチーム代表を務めた政治経済学部・木寺元ゼミナールが最優秀賞の「日本公共政策学会長賞」を受賞した。 
2018年11月、北海道みらい事業 第3回はこだて学生政策アイデアコンテスト2018において田村が明治大学木寺元ゼミナールとして参加し提案した「ずっと住みたい街、また来たい街 函館へ」が最優秀作品グランプリを受賞した。
卒業直前に、インターネット番組『ニューズ・オプエド』にアシスタントとして出演したことがある。
2019年春、中国放送にアナウンサーとして入社した。
2019年5月31日、『平成ラヂオバラエティごぜん様さま』での天気予報の原稿読みで初鳴きをした。
2019年10月、『イマなまっ!』木曜レギュラー、『ショコラジ』メインパーソナリティを務める。2020年3月末、『ショコラジ』のメインパーソナリティを卒業した。
2020年3月30日、『ヨルノバ』のメインパーソナリティを務める。
2021年11月3日、『ゴゴスマ』（CBCテレビ）のコーナー「列島生報告 今日はダレなんサー」の特別編として企画・放送された「第2回ダレなんサー大賞」において、「我が街の秋の魅力を届ける」をテーマに、収穫期を迎えた大根を紹介し、「ダレなんサー大賞」を受賞した。
2021年11月22日より、パッケージに田村の顔が印刷された「せら高原のこしひかり 特別栽培米 ガッツ米」がスーパーなどで発売開始された。
2022年3月6日、RCCひろしま女子駅伝にチーム田村を率いて出場した。
2022年9月24日、『ゴゴスマ列島生報告SP!秋のダレなんサー大賞』（CBCテレビ）に出場しダレなんサー大賞を受賞し、連覇を果たした。
2023年10月より河村綾奈に代わり夕方のワイド番組『イマナマ!』の月曜MCに就任。なお、『ヨルノバ』にもこれまで通り出演するほか、『THE TIME,』の列島中継キャスターでもあるため、『イマナマ!』（月曜夕方）→『ヨルノバ』（月曜深夜）→『THE TIME,』（翌火曜早朝）と日にちをまたいでの生放送の担当が続くことがある。
2023年11月、『ゴゴスマ列島生報告SP!秋のダレなんサー大賞』（CBCテレビ）に出場しダレなんサー大賞を受賞し、三連覇を果たした。

## 人物
- 3歳から高校3年生の18歳まで芥川瑞枝バレエ研究所 （比治山町）で15年間バレエを習った。
- 中学・高校時代は、約100人という大人数で演奏するクラシック・ギター部に所属し活動した[3]。大学時代は、お好み焼き屋でアルバイトをして貯金しながら、世界17か国を旅行した[3]。
- 広島県内のテレビ局のアナウンサーにおいて明治大学卒業の先輩に本名正憲（中国放送）、深井瞬（テレビ新広島）、澤村優輝（広島テレビ）が、後輩に野村舞（広島ホームテレビ）がいる。
- 中学・高校の同級生に沖野綾亜（琉球放送）がいる[10]。
- 東北楽天ゴールデンイーグルスの渡邊佳明は大学時代の所属ゼミ同級生だった。
- 防災士、PADIオープンウォーターダイバー[3]の資格を取得している。

## 出演

### 現在の出演
テレビ
- JNNニュース・Nスタ・報道特集 - ローカルニュースを随時担当
- イマナマ!（2019年）月曜MC・リポーター
  - 月曜MC (2023年10月1日 - )
  - 木曜コーナー「花よりガッツ」（2019年10月3日 - ）リポーター[11]
  - コーナー「安仁屋と田村の広島人情食堂」（2019年11月19日）
  - 災害時などにはニュースコーナーの中継リポーターも担当
- THE TIME,（2021年10月14日 - ）「ニッポンの空がみえる!」「ニッポンの朝がみえる!列島リアルタイム中継」広島県担当キャスター[12][13]・「ひろしま暫定ランキン」[14]コーナー担当[15]
- イマナマ!ワールド（2022年10月2日 - ）MC

CM
- おむすび 膳七（2021年）
- ダイクレ（2022年）父・尚之と共演
- ハニービーワークス（2022年）

ラジオ
- ヨルノバ（2020年3月30日 - )
- 今夜キキカジリ!ラジオせんじがら
- 中国新聞ニュース - 随時担当

イベント
- ヨコヤマ☆ナイト（2019年）

連載
- 田村友里のたむライフ（中国新聞セレクト、2022年3月4日 - ）毎月第1金曜掲載

### 過去の出演
テレビ
- RCCニュース6（2019年9月2日 - 5日）中根夕希の代打MC
- 環瀬戸特番「よる7時の千鳥港、半端ないってよ。」（2019年9月25日、中国放送制作 / RCCテレビ、RSKテレビ、テレビ山口、あいテレビ）
- イマなまっ! コーナー「ひろしまモグリ」（2019年11月27日）河村綾奈の代打
- くれワンダーランドJourney 特別編 レジェンド安仁屋とルーキー田村アナの仰天コラボ!呉で日本一の年賀状を作りたいSP（2019年12月28日）
- くれワンダーランドJourney 特別編 とびしま海道をレッツサイクリング（2020年9月22日）
- イマナマ!サンデー（2020年10月4日 - 2022年9月）MC
  - コーナー「田村カンパニー」（2021年12月26日 - 2022年）
  - イマナマ!サタデー MC ※日曜放送の『イマナマ!サンデー』を土曜に放送する際に「サタデー」となる同一番組。
- RCCゴールデンウィークスペシャル みんなで守る まち いのち（2021年5月4日）リポーター・ナレーション
- RCCゴールデンウィークスペシャル 集中豪雨から命を守る（2021年5月5日）ナビゲーター・ナレーション
- 翔べ!ドラゴンフライズ
- #私もSDGs 10年後も広島に住みたいですか?（2021年9月23日）平尾順平と共にMC
- サウナぼっち。（2021年）ナレーション
- ゴゴスマ -GO GO!Smile!-（CBCテレビ制作）中継企画「列島生報告 今日はダレなんサ〜」広島地区リポーター
  - 「第2回今日はダレなんサ〜大賞」に世羅町の世羅高原農場から中継出演[16]（2021年11月3日）
  - 福山市の福山城前から中継出演（2022年8月26日）
- オールスター感謝祭'22春 (2022年3月26日、TBSテレビ制作） 恒例企画「東京ドイツ村ミニマラソン」にランナーとして参加。
- サウナぼっち。番外編　東京サ察旅2022（2022年）ナレーション
- サウナぼっち。 私とサウナと熱波師と（2022年）ナレーション
- 西乃風ブラン堂（2022年、MBS毎日放送）取材バイヤー（リポーター）
- オールスター感謝祭’23春(2023年4月8日，TBSテレビ制作)　「復活!赤坂5丁目ミニマラソン」にランナーとして参加。
- 元就。外伝 Ｇサミット直前!広島の声を届けるのじゃーの巻（2023年5月14日）
- タムラボしあわせ研究所～ウェルカム！ウェルビーイング！～（2023年7月11日 - 9月12日）
- 鈴木福のミミヨリ!ひろしま（2024年3月3日、3月10日）
- ひろしまフラワーフェスティバル花の総合パレード（2024年5月3日、2025年5月3日）司会。
- 広島大雨情報（2024年7月1日）司会。
- RCC台風10号最新情報（2024年8月30日）司会。
- 日本被団協がノーベル平和賞（2024年10月14日）リポーター。
- イマナマ!SP カープファン感謝デー2024（2024年11月23日）

ラジオ
- 平成ラヂオバラエティごぜん様さま（2019年）代打パーソナリティ
- バリシャキNOW（2019年）代打パーソナリティ
- 小林克也のNo.1 RADIO（2019年9月29日）
- ショコラジ（2019年10月6日 - 2020年3月29日）
- ダイソースペシャル「原晋のふるさとおしゃべり駅伝」[17]（2021年1月24日、RCCラジオ制作 / 全国38局ネット）アシスタント
- たむランド〜夜の図書室〜（土曜 21:45 - 22:00、(再):月曜(日曜深夜) 0:00 - 0:15）（2021年10月2日[18] - 2024年4月1日[19]）

イベント
- 明治大学校友会広島県支部懇親会（2019年6月8日、リーガロイヤルホテル広島）中国放送アナウンサー本名正憲、広島テレビアナウンサー澤村優輝と共に参加
- 広島吹奏楽団 定期演奏会（2023年2月19日）MC
- みんなで挑戦　未来につながる　2050ひろしまネット・ゼロカーボン 令和5年度「環境の日」ひろしま大会（2023年6月18日、会場：基町クレド）総合司会

## 連載
- ショコラジ feat Wink（月刊Wink、2019年12月号 - 2020年3月号）

## 著書
- RCCアナウンサー田村友里です。（2022年9月4日、ザメディアジョン）[20] ISBN 978-4862507488
  - 2022年9月4日、出版記念サイン会を呉市・中国堂書店、福山市・啓文社ポートプラザ店で行った[21][22]。

## 講演会
- 堪能 広島 ～知ろう・行こう・楽しもう～（2021年10月3日17:00-18:30[23]、会場：JMSアステールプラザ中ホール）テーマ：「広島愛」トーク
- 広島県三次市立三和中学校 チャレンジ講演会（2022年2月21日、会場：広島県三次市立三和中学校）テーマ：「夢への挑戦」
- 呉法人会 青年部会 40周年記念特別講演会 呉を元気に!!（2022年2月23日、会場：クレイトンベイホテル 天の間）緒方孝市（元 広島東洋カープ監督）と登壇
- 広島市立五日市南中学校（2022年6月21日）テーマ：「夢を叶える」
- くれしんNEWリーダークラブ経営主催セミナー 達川光男＆田村友里トークセッション「達川式一流リーダリップ論と育成術～苦しみを笑いに変えた野球人生～」（2022年7月5日、クレイトンベイホテル 天の間）
- 第1回黒瀬キッズ＆スチューデントDAY（2022年8月7日9:00-10:00[24][25]、会場：東広島市黒瀬生涯学習センター）テーマ：「ガッツ！生きる力を学ぼう」
- 呉中央小学校 二分の一成人式（2023年2月23日）テーマ：「夢をかなえるには」
- 防災講演会「ガッツ！生きる力を学ぼう」（2023年6月17日、主催：高屋東小学校区住民自治協議会、会場：東広島市立高屋東小学校体育館）
- 福山大学薬学部 ブンナビ（文化放送就職ナビ）薬学特別講座2023 第一部「アナウンサーとして学んだコミュニケーション力 ～寄り添う心と聴く力～」（2023年8月9日、会場：福山大学）
- 厚生労働省委託 広島地域若者サポートステーション 若年無業者等就労支援事業「ガッツで生き抜く力」（2023年8月20日、会場：合人社ウェンディひと・まちプラザ）